# Marvik
Marvik est une localité du comté de Rogaland, en Norvège. Le village est situé le long du Sandsfjorden sur la côte sud de la péninsule de Ropeid. Le village est un centre commercial de la péninsule, ayant un magasin général, une école primaire, un port de plaisance, une bibliothèque et une chapelle Marvik.
Le pont de Sandsfjord se trouve à une courte distance à l’est de Marvik. Il a ouvert en 2016. Ce pont offre aux résidents de Marvik une route directe de 20 kilomètres de long vers le centre municipal de Sand. Sans le pont, pour atteindre Sand sans utiliser de ferry, il faudrait parcourir une route de 120 kilomètres faisant le tour de plusieurs fjords.